# Oś poprzeczna
Oś poprzeczna – oś ciała, która jest prostopadła do kierunku jego największej rozciągłości.
Oś poprzeczna jest prostopadła do osi podłużnej i może być osią symetrii danego ciała.